# Michael Ryderstedt
Michael Ryderstedt (Stoccolma, 12 novembre 1984) è un ex tennista svedese.

## Carriera
In carriera ha raggiunto una finale di doppio. In singolare ha raggiunto la 130ª posizione della classifica ATP, mentre in doppio ha raggiunto il 150º posto.
In Coppa Davis ha giocato un totale di 6 partite, ottenendo 6 sconfitte.

## Statistiche

### Doppio

#### Finali perse (1)
| Numero | Anno            | Torneo                    | Superficie | Compagno        | Avversari in finale          | Punteggio |
| 1.     | 12 ottobre 2008 | Stockholm Open, Stoccolma | Cemento    | Johan Brunström | Jonas Björkman Kevin Ullyett | 1-6, 3-6  |